# 学勤书院
學勤書院（英文：Diligentia College），是香港中文大學（深圳）的第二所成員書院。書院受捐於正中公益慈善基金，于2016年成立，並以正中集团董事长兼总裁鄧學勤命名。
學勤書院位於香港中文大學（深圳）上園，背靠鹽龍大道。

## 历史沿革
2016年，深圳正中公益慈善基金会向香港中文大学（深圳）捐资成立学勤书院。同年10月14日举行成立典礼。

## 书院象征

### 院徽
以“学”设计意念，通过国际通用的标点符号组构成一个汉字“学”。“学会做人，学会服务社会”以示办学之宗旨。
- 院徽图形。院徽中的圆形背景代表世界，通过“图形上下不封口”表示在学勤人眼中，在开放的世界探索浩瀚的知识，以求“学”无止境。
- 院徽颜色。天蓝色代表着海洋，寓意学勤学子志在四海，以求探索世界、开拓视野、精进学业。天蓝色的背景，亦与学勤学子自诩“山里的蓝精灵”相呼应。
- 院徽元素。图案中，构成汉字“学”的标点符号，均采用不同国籍和文化背景的学生所熟悉的国际通用符号，以表达大学冀希将中西文化精粹融会贯通的教育目标。

### 院训
学勤书院的院训为“修己以善群，力行致良知”。

### 院歌
学勤书院院歌《通往世界的窗》由臺灣著名填词人方文山填词、郑枫作曲，于2018年发布。
微风 盘旋过道远楼 屋顶

谁在 茶话会里迎新 弹琴

我们 是山里面的 蓝精灵

一尘不染的 年轻

同窗 在学勤书院的 缘分

那年 神仙湖畔许愿 点了灯

梦想与青春 也在这 扎了根

予我们 润物细无声

修己 以善群为大爱

兼善天下活得 精彩

力行 致良知的初心

我们 积跬步 至千里

这里 通往世界的窗

彼此 激励成长

抬头 仰望一整片蓝

学勤给予家的 温暖

同窗 在学勤书院的 缘分

那年 神仙湖畔许愿 点了灯

梦想与青春 也在这 扎了根

予我们 润物细无声

修己 以善群为大爱

兼善天下活得 精彩

力行 致良知的初心

我们 积跬步 至千里

这里 通往世界的窗

未来 我们承担

思想 正能量的滋养

暗夜里当最亮 的光

天地辽阔任由我们闯

试听可参阅学勤书院官网 （页面存档备份，存于）

## 书院教育

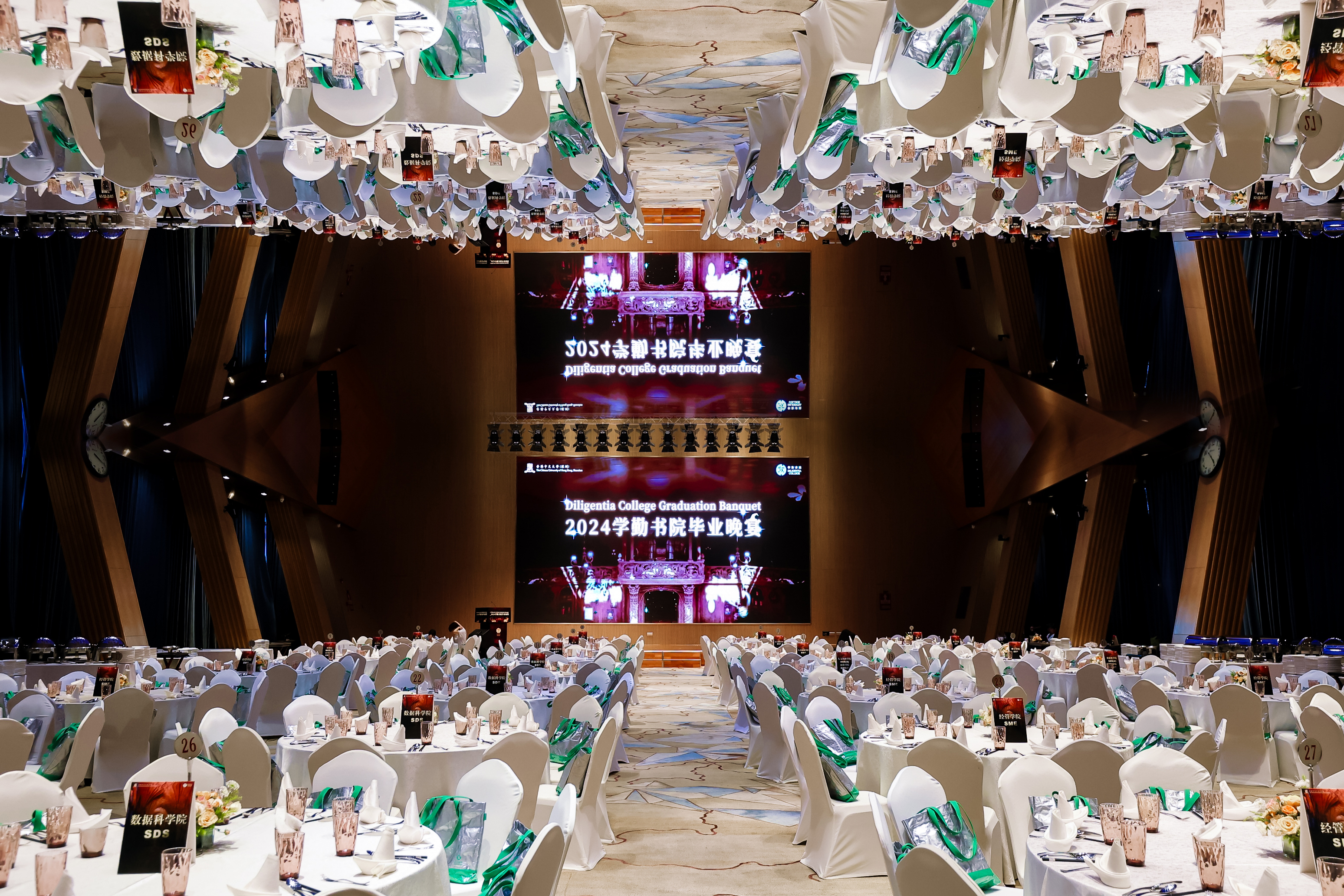
学勤书院毕业晚宴

书院打破文化和专业的界限，将不同学科和文化背景的学生进行聚集、相互分享，并开展年度活动、品牌活动、缤纷活动以及特色课程等全人教育。
- 年度活动包含迎新破冰、高桌晚宴、学勤文化节、体育节、毕业晚宴等。
- 品牌活动包含青年峰会、学勤问道、中秋系列、学勤大观园等。
- 缤纷活动包含学勤夜话、院长下午茶、学勤手工坊、百乐餐、生命教育等。
- 特色课程以“艺术工坊、语言文化、动静相辅、心理疗愈”四个版块开展，涵盖书法课、瑜伽课、油画课、韩舞（K-pop Dance）、中国舞、丙烯画及水彩画等课程（每门课程时间跨度约为1-2个月，分为4-10节课不等）。

## 管制架构

### 董事会
| 姓名   | 职称及隶属机构                                 |
| 主席   | 主席                                           |
| ------ | ---------------------------------------------- |
| 邓学勤 | 正中集团董事长兼总裁                           |
| 成员   |                                                |
| 徐扬生 | 香港中文大学（深圳）校长                       |
| 朱世平 | 香港中文大学（深圳）副校长（外事及学生事务）   |
| 顾阳   | 学勤书院院长                                   |
| 刘玠   | 中国工程院院士                                 |
| 冯国培 | 香港中文大学生物医学学院副院长、联合书院前院长 |
| 李剑雄 | 香港中文大学校友联合会会长                     |
| 谢和平 | 中国工程院院士、中国矿业大学、四川大学前校长   |
| 曾李青 | 腾讯公司终身荣誉顾问、德迅投资有限公司董事长   |
| 参考   |                                                |

### 院务委员会
| 姓名   | 职称及隶属机构                                             |
| 主席   | 主席                                                       |
| ------ | ---------------------------------------------------------- |
| 顾阳   | 学勤书院院长                                               |
| 成员   |                                                            |
| 王学锋 | 香港中文大学（深圳）研究生院院长                           |
| 艾春荣 | 深圳高等金融研究院副院长、香港中文大学（深圳）经管学院教授 |
| 陈永华 | 香港中文大学（深圳）音乐学院副院长、教授                   |
| 查宏远 | 香港中文大学（深圳）数据科学学院副院长、教授               |
| 王冠宇 | 香港中文大学（深圳）医学院副教授                           |
| 参考   |                                                            |

### 历任院长
| 屆次 | 姓名 | 任期    | 参考        | 备注 |
| ---- | ---- | ------- | ----------- | ---- |
| 1    | 顾阳 | 2016年- | [ 4 ] [ 9 ] |      |

## 校园设施
学勤书院位于香港中文大学（深圳）的上园，由落成于2017年的三栋大楼组成，外观以淡黄色为主色调。书院拥有学习类、运动类、音乐类、休闲类、书画类及多功能等六大类别的功能房，在校同学们可以通过登录香港中文大学（深圳）内网进行预定相应的功能房。

## 姊妹书院
- 聯合書院[12]
- 和聲書院[13]